# Hosta minor
Hosta minor är en sparrisväxtart som först beskrevs av John Gilbert Baker, och fick sitt nu gällande namn av Takenoshin Nakai. Hosta minor ingår i släktet funkior, och familjen sparrisväxter. Inga underarter finns listade i Catalogue of Life.